# Amici di Maria De Filippi (quarta edizione, fase serale)
La quarta edizione del talent show musicale Amici di Maria De Filippi è andata in onda nella sua fase serale dal 3 febbraio al 21 aprile 2005 ogni giovedì in prima serata su Canale 5 per undici puntate con la conduzione di Maria De Filippi. L'edizione è stata vinta dal cantante Antonino, che ha anche vinto il Premio della Critica.
| Vincitori            | Vincitori |
| Amici 4              | Antonino  |
| -------------------- | --------- |
| Premio della Critica | Antonino  |

## Regolamento
Il regolamento di questa edizione prevede una serie di sfide "uno contro uno" dove gli sfidanti vengono scelti dalla commissione.

La classifica di gradimento rende insfidabile il primo in classifica che ha il diritto di proporre due possibili sfidanti. Anche il pubblico parlante ha la possibilità di fare un nome. La decisione finale è comunque a discrezione della commissione che a sua volta può proporre altri nomi. In alcuni casi vengono proposte sfide a 3, con eliminazione di uno o due concorrenti.

La puntata serale finale si svolge tra 4 sfidanti secondo il meccanismo per cui l'ultimo in classifica ha diritto a scegliere il proprio sfidante, il vincitore sceglie il successivo sfidante fino alla sfida finale per la vittoria.

## Concorrenti
I ragazzi ammessi alla fase finale sono 20: 5 vengono eliminati dal semaforo rosso nella prima puntata del serale per un totale di 15 concorrenti.
| CANTANTI  | CANTANTI                  |    | BALLERINI            | BALLERINI |                        | ATTORI    | ATTORI |
| --------- | ------------------------- | -- | -------------------- | --------- | ---------------------- | --------- | ------ |
| Posizione | Nome                      |    | Posizione            | Nome      |                        | Posizione | Nome   |
| 1         | Antonino Spadaccino       | 2  | Francesco De Simone  | 5         | Marco Gandolfi Vannini |           |        |
| 6         | Maddalena Sorrentino      | 3  | Klajdi Selimi        | 7         | Debora Terenzi         |           |        |
| 10        | Pietro Napolano           | 4  | Romina Carancini     | 19        | Alessia Ramazzotti     |           |        |
| 11        | Piero Romitelli           | 8  | Marta Di Giulio      |           |                        |           |        |
| 12        | Antonello Carozza         | 9  | Tiljaus "Tili" Lukaj |           |                        |           |        |
| 13        | Valeria Belleudi          | 14 | Antonio Fiore        |           |                        |           |        |
| 17        | Rosanna Cestra            | 15 | Massimiliano Pironti |           |                        |           |        |
| 18        | Maria Grazia Testaferrata | 16 | Alberto Galetti      |           |                        |           |        |
|           |                           | 20 | Simona Annese        |           |                        |           |        |

## Commissione

### Commissione interna

#### Canto
- Peppe Vessicchio
- Luca Pitteri
- Grazia Di Michele
- Fabrizio Palma

#### Ballo
- Garrison Rochelle
- Maura Paparo
- Steve La Chance
- Alessandra Celentano

#### Recitazione
- Fioretta Mari
- Patrick Rossi Gastaldi
- Rino Cassano

#### Altri
- Chicco Sfondrini - responsabile di produzione
- Aldo Busi[1] - conduttore di "Amici libri"

## Tabellone delle eliminazioni
Legenda:

     Accede al serale

     Eliminato/a

     Finalista

     Vince la sfida

 Immune

 In sfida

 Semaforo rosso

 Candidato della sfida, non in sfida. 
|                        |                        | 03/02          | 10/02                  | 17/02                  | 24/02                  | 10/03                  | 17/03                  | 23/03                  | 31/03                  | 07/04                  | 14/04                     | 21/04                     | 21/04                     | 21/04                     | 21/04                     | Disciplina  |
| 1ª PUNTATA             | 2ª PUNTATA             | 3ª PUNTATA     | 4ª PUNTATA             | 5ª PUNTATA             | 6ª PUNTATA             | 7ª PUNTATA             | 8ª PUNTATA             | SEMIFINALE 1           | SEMIFINALE 2           | FINALE                 | FINALE                    | FINALE                    | FINALE                    |                           |                           | Disciplina  |
| ---------------------- | ---------------------- | -------------- | ---------------------- | ---------------------- | ---------------------- | ---------------------- | ---------------------- | ---------------------- | ---------------------- | ---------------------- | ------------------------- | ------------------------- | ------------------------- | ------------------------- | ------------------------- | ----------- |
| 1                      | Antonino               |                | N.D.                   | N.D.                   | N.D.                   |                        |                        |                        | N.D.                   | [ 2 ] [ 3 ]            |                           | N.D.                      |                           |                           | VINCITORE                 | canto       |
| 2                      | Francesco              |                |                        | N.D.                   | N.D.                   |                        |                        | [ 4 ] [ 5 ]            |                        | [ 2 ] [ 3 ]            | N.D.                      | N.D.                      | N.D.                      |                           | SECONDO                   | ballo       |
| 3                      | Klajdi                 |                | [ 6 ] [ 7 ]            | [ 2 ] [ 5 ]            | [ 6 ] [ 8 ]            | [ 7 ] [ 9 ]            | [ 6 ] [ 10 ]           | N.D.                   | [ 2 ] [ 11 ]           | [ 2 ] [ 3 ]            |                           |                           |                           | TERZO                     | TERZO                     | ballo       |
| 4                      | Romina                 |                | N.D.                   |                        | N.D.                   |                        |                        | N.D.                   |                        | [ 2 ] [ 3 ]            | N.D.                      |                           | QUARTA                    | QUARTA                    | QUARTA                    | ballo       |
| 5                      | Marco                  |                | N.D.                   |                        | N.D.                   |                        |                        | N.D.                   |                        | [ 2 ] [ 3 ]            |                           | ELIMINATO (2ª semifinale) | ELIMINATO (2ª semifinale) | ELIMINATO (2ª semifinale) | ELIMINATO (2ª semifinale) | recitazione |
| 6                      | Maddalena              |                |                        | N.D.                   |                        |                        |                        |                        | N.D.                   | [ 2 ] [ 10 ]           | ELIMINATA (1ª semifinale) | ELIMINATA (1ª semifinale) | ELIMINATA (1ª semifinale) | ELIMINATA (1ª semifinale) | ELIMINATA (1ª semifinale) | canto       |
| 7                      | Debora                 |                | N.D.                   |                        | N.D.                   |                        |                        |                        |                        | ELIMINATA (8ª puntata) | ELIMINATA (8ª puntata)    | ELIMINATA (8ª puntata)    | ELIMINATA (8ª puntata)    | ELIMINATA (8ª puntata)    | ELIMINATA (8ª puntata)    | recitazione |
| 8                      | Marta                  |                |                        |                        | N.D.                   |                        |                        |                        | ELIMINATA (7ª puntata) | ELIMINATA (7ª puntata) | ELIMINATA (7ª puntata)    | ELIMINATA (7ª puntata)    | ELIMINATA (7ª puntata)    | ELIMINATA (7ª puntata)    | ELIMINATA (7ª puntata)    | ballo       |
| 9                      | Tili                   |                | N.D.                   | N.D.                   | N.D.                   |                        |                        | ELIMINATO (6ª puntata) | ELIMINATO (6ª puntata) | ELIMINATO (6ª puntata) | ELIMINATO (6ª puntata)    | ELIMINATO (6ª puntata)    | ELIMINATO (6ª puntata)    | ELIMINATO (6ª puntata)    | ELIMINATO (6ª puntata)    | ballo       |
| 10                     | Pietro                 |                |                        | N.D.                   |                        |                        | ELIMINATO (5ª puntata) | ELIMINATO (5ª puntata) | ELIMINATO (5ª puntata) | ELIMINATO (5ª puntata) | ELIMINATO (5ª puntata)    | ELIMINATO (5ª puntata)    | ELIMINATO (5ª puntata)    | ELIMINATO (5ª puntata)    | ELIMINATO (5ª puntata)    | canto       |
| 11                     | Piero                  | [ 12 ] [ 13 ]  | N.D.                   | N.D.                   | N.D.                   |                        | ELIMINATO (5ª puntata) | ELIMINATO (5ª puntata) | ELIMINATO (5ª puntata) | ELIMINATO (5ª puntata) | ELIMINATO (5ª puntata)    | ELIMINATO (5ª puntata)    | ELIMINATO (5ª puntata)    | ELIMINATO (5ª puntata)    | ELIMINATO (5ª puntata)    | canto       |
| 12                     | Antonello              |                | N.D.                   | N.D.                   |                        | ELIMINATO (4ª puntata) | ELIMINATO (4ª puntata) | ELIMINATO (4ª puntata) | ELIMINATO (4ª puntata) | ELIMINATO (4ª puntata) | ELIMINATO (4ª puntata)    | ELIMINATO (4ª puntata)    | ELIMINATO (4ª puntata)    | ELIMINATO (4ª puntata)    | ELIMINATO (4ª puntata)    | canto       |
| 13                     | Valeria                |                | N.D.                   |                        | ELIMINATA (3ª puntata) | ELIMINATA (3ª puntata) | ELIMINATA (3ª puntata) | ELIMINATA (3ª puntata) | ELIMINATA (3ª puntata) | ELIMINATA (3ª puntata) | ELIMINATA (3ª puntata)    | ELIMINATA (3ª puntata)    | ELIMINATA (3ª puntata)    | ELIMINATA (3ª puntata)    | ELIMINATA (3ª puntata)    | canto       |
| 14                     | Antonio                |                |                        | ELIMINATO (2ª puntata) | ELIMINATO (2ª puntata) | ELIMINATO (2ª puntata) | ELIMINATO (2ª puntata) | ELIMINATO (2ª puntata) | ELIMINATO (2ª puntata) | ELIMINATO (2ª puntata) | ELIMINATO (2ª puntata)    | ELIMINATO (2ª puntata)    | ELIMINATO (2ª puntata)    | ELIMINATO (2ª puntata)    | ELIMINATO (2ª puntata)    | ballo       |
| 15                     | Massimiliano           |                | ELIMINATO (1ª puntata) | ELIMINATO (1ª puntata) | ELIMINATO (1ª puntata) | ELIMINATO (1ª puntata) | ELIMINATO (1ª puntata) | ELIMINATO (1ª puntata) | ELIMINATO (1ª puntata) | ELIMINATO (1ª puntata) | ELIMINATO (1ª puntata)    | ELIMINATO (1ª puntata)    | ELIMINATO (1ª puntata)    | ELIMINATO (1ª puntata)    | ELIMINATO (1ª puntata)    | ballo       |
| 16                     | Alberto                |                | ELIMINATO (1ª puntata) | ELIMINATO (1ª puntata) | ELIMINATO (1ª puntata) | ELIMINATO (1ª puntata) | ELIMINATO (1ª puntata) | ELIMINATO (1ª puntata) | ELIMINATO (1ª puntata) | ELIMINATO (1ª puntata) | ELIMINATO (1ª puntata)    | ELIMINATO (1ª puntata)    | ELIMINATO (1ª puntata)    | ELIMINATO (1ª puntata)    | ELIMINATO (1ª puntata)    | ballo       |
| 17                     | Rosanna                |                | ELIMINATA (1ª puntata) | ELIMINATA (1ª puntata) | ELIMINATA (1ª puntata) | ELIMINATA (1ª puntata) | ELIMINATA (1ª puntata) | ELIMINATA (1ª puntata) | ELIMINATA (1ª puntata) | ELIMINATA (1ª puntata) | ELIMINATA (1ª puntata)    | ELIMINATA (1ª puntata)    | ELIMINATA (1ª puntata)    | ELIMINATA (1ª puntata)    | ELIMINATA (1ª puntata)    | canto       |
| 18                     | Maria Grazia           |                | ELIMINATA (1ª puntata) | ELIMINATA (1ª puntata) | ELIMINATA (1ª puntata) | ELIMINATA (1ª puntata) | ELIMINATA (1ª puntata) | ELIMINATA (1ª puntata) | ELIMINATA (1ª puntata) | ELIMINATA (1ª puntata) | ELIMINATA (1ª puntata)    | ELIMINATA (1ª puntata)    | ELIMINATA (1ª puntata)    | ELIMINATA (1ª puntata)    | ELIMINATA (1ª puntata)    | canto       |
| 19                     | Alessia                |                | ELIMINATA (1ª puntata) | ELIMINATA (1ª puntata) | ELIMINATA (1ª puntata) | ELIMINATA (1ª puntata) | ELIMINATA (1ª puntata) | ELIMINATA (1ª puntata) | ELIMINATA (1ª puntata) | ELIMINATA (1ª puntata) | ELIMINATA (1ª puntata)    | ELIMINATA (1ª puntata)    | ELIMINATA (1ª puntata)    | ELIMINATA (1ª puntata)    | ELIMINATA (1ª puntata)    | recitazione |
| 20                     | Simona                 |                | ELIMINATA (1ª puntata) | ELIMINATA (1ª puntata) | ELIMINATA (1ª puntata) | ELIMINATA (1ª puntata) | ELIMINATA (1ª puntata) | ELIMINATA (1ª puntata) | ELIMINATA (1ª puntata) | ELIMINATA (1ª puntata) | ELIMINATA (1ª puntata)    | ELIMINATA (1ª puntata)    | ELIMINATA (1ª puntata)    | ELIMINATA (1ª puntata)    | ELIMINATA (1ª puntata)    | ballo       |
| Voto del pubblico      | Voto del pubblico      | Antonino       | Marta                  | Antonello              | Pietro                 | Piero                  | Marta                  | Maddalena              | Debora                 | N.D.                   | N.D.                      | N.D.                      | N.D.                      | N.D.                      | N.D.                      |             |
| Voto della commissione | Voto della commissione | Klajdi Alberto | Antonio Francesco      | Valeria Romina         | N.D.                   | Tutti                  | Tutti                  | Antonino               | Romina                 | Maddalena              | N.D.                      | N.D.                      | N.D.                      | N.D.                      | N.D.                      |             |

### Podio
|           |          |    |  |        |
|           |          |    |  | 4º     |
|           | Antonino |    |  | Romina |
| Francesco | Antonino |    |  |        |
| 1º        | Klajdi   |    |  |        |
| 1º        | Klajdi   | 2º |  |        |
| 1º        | 3º       |    |  |        |

## Tabellone delle esibizioni
Legenda:

     Prova di recitazione

     Prova di canto

     Prova di ballo

     Prova al buio

     Situazione di parità.

N/A Per la singola sfida non viene mostrato il risultato/vantaggio.

### 1ª puntata
La prima puntata è stata trasmessa il 3 febbraio 2005 e ha visto la vittoria di Antonino con il 56% dei voti e l'uscita di Massimiliano.

Per questa puntata le singole sfide non sono sottoposte a televoto: il colore indica quindi la vittoria di uno dei tre concorrenti.
| PROVA    | MASSIMILIANO                                   | ANTONINO                                       | VANTAGGIO    |
| -------- | ---------------------------------------------- | ---------------------------------------------- | ------------ |
| I        | Everything                                     | E penso a te                                   | N.D.         |
| II       | Comparata BALLO A chi mi dice                  | Comparata BALLO A chi mi dice                  | Massimiliano |
| III      | Comparata CANTO Resta in ascolto               | Comparata CANTO Resta in ascolto               | N.D.         |
| IV       | Comparata BALLO Calma e sangue freddo          | Comparata BALLO Calma e sangue freddo          | N.D.         |
| V        | Comparata CANTO La spada nel cuore             | Comparata CANTO La spada nel cuore             | Massimiliano |
| VI       | Comparata BALLO Everybody's chaining           | Comparata BALLO Everybody's chaining           | N.D.         |
| VII      | Comparata RECITAZIONE Tre metri sopra il cielo | Comparata RECITAZIONE Tre metri sopra il cielo | N.D.         |
| VITTORIA | ANTONINO 56%                                   | MASSIMILIANO 44%                               |              |

### 2ª puntata
La seconda puntata è stata trasmessa il 10 febbraio 2005 e ha visto la vittoria di Francesco con il 51% dei voti e l'uscita di Antonio.

Per questa puntata le singole sfide non sono sottoposte a televoto: il colore indica quindi la vittoria di uno dei tre concorrenti.
| PROVA    | FRANCESCO                                  | ANTONIO                                    | VANTAGGIO |
| -------- | ------------------------------------------ | ------------------------------------------ | --------- |
| I        | Comparata BALLO Careless whisper           | Comparata BALLO Careless whisper           | Francesco |
| II       | Comparata CANTO Il mondo                   | Comparata CANTO Il mondo                   | N.D.      |
| III      | Comparata BALLO Another one bites the dust | Comparata BALLO Another one bites the dust | N.D.      |
| IV       | Comparata CANTO Greatest love of all       | Comparata CANTO Greatest love of all       | Francesco |
| V        | Comparata BALLO Suerte                     | Comparata BALLO Suerte                     | Antonio   |
| VI       | Comparata CANTO L'anno che verrà           | Comparata CANTO L'anno che verrà           | N.D.      |
| VII      | Comparata BALLO Feel                       | Comparata BALLO Feel                       | N.D.      |
| VIII     | Comparata RECITAZIONE Stregati dalla luna  | Comparata RECITAZIONE Stregati dalla luna  | N.D.      |
| VITTORIA | FRANCESCO 51%                              | ANTONIO 49%                                |           |

### 3ª puntata
La terza puntata è stata trasmessa il 17 febbraio 2005 e ha visto la vittoria di Marco con il 53% dei voti e l'uscita di Valeria.

Per questa puntata le singole sfide non sono sottoposte a televoto: il colore indica quindi la vittoria di uno dei tre concorrenti.
| PROVA    | MARCO                                     | VALERIA                                   | VANTAGGIO |
| -------- | ----------------------------------------- | ----------------------------------------- | --------- |
| I        | Comparata RECITAZIONE Singing in the rain | Comparata RECITAZIONE Singing in the rain | N.D.      |
| II       | Comparata BALLO ???                       | Comparata BALLO ???                       | Marco     |
| III      | Comparata CANTO Ti sento                  | Comparata CANTO Ti sento                  | Valeria   |
| IV       | Comparata BALLO In the air tonight        | Comparata BALLO In the air tonight        | N.D.      |
| V        | Comparata CANTO Bella signora             | Comparata CANTO Bella signora             | N.D.      |
| VI       | Comparata RECITAZIONE Rugantino           | Comparata RECITAZIONE Rugantino           | Parità    |
| VII      | Comparata BALLO La isla bonita            | Comparata BALLO La isla bonita            | N.D.      |
| VITTORIA | MARCO 53%                                 | VALERIA 47%                               |           |

### 4ª puntata
La quarta puntata è stata trasmessa il 24 febbraio 2005 e ha visto la vittoria di Klajdi con il 61% dei voti e l'uscita di Antonello.

Per questa puntata le singole sfide non sono sottoposte a televoto: il colore indica quindi la vittoria di uno dei tre concorrenti.
| PROVA    | KLAJDI                                     | ANTONELLO                                  | VANTAGGIO |
| -------- | ------------------------------------------ | ------------------------------------------ | --------- |
| I        | Comparata CANTO C'è tutto un mondo intorno | Comparata CANTO C'è tutto un mondo intorno | N.D.      |
| II       | Comparata BALLO Scandalous                 | Comparata BALLO Scandalous                 | Antonello |
| III      | Comparata CANTO In nome dell'amore         | Comparata CANTO In nome dell'amore         | N.D.      |
| IV       | Comparata BALLO Fallin'                    | Comparata BALLO Fallin'                    | N.D.      |
| V        | Comparata CANTO La mia storia tra le dita  | Comparata CANTO La mia storia tra le dita  | Antonello |
| VI       | Comparata BALLO Voce me apareceu           | Comparata BALLO Voce me apareceu           | Klajdi    |
| VII      | Comparata Improvvisazione                  | Comparata Improvvisazione                  | N.D.      |
| VITTORIA | KLAJDI 61%                                 | ANTONELLO 39%                              |           |

### 5ª puntata
La quinta puntata è stata trasmessa il 10 marzo 2005 e ha visto la vittoria di Tili con il 42% dei voti e l'uscita di Pietro (37%) e Piero (21%).

Per questa puntata le singole sfide non sono sottoposte a televoto: il colore indica quindi la vittoria di uno dei tre concorrenti.
| PROVA     | TILI                                   | PIETRO                                 | PIERO                                  | VANTAGGIO  |
| --------- | -------------------------------------- | -------------------------------------- | -------------------------------------- | ---------- |
| I         | Comparata BALLO ???                    | Comparata BALLO ???                    | Comparata BALLO ???                    | Tili       |
| II        | Comparata CANTO Perdere l'amore        | Comparata CANTO Perdere l'amore        | Comparata CANTO Perdere l'amore        | Tili       |
| III       | Comparata BALLO Trought the barricades | Comparata BALLO Trought the barricades | Comparata BALLO Trought the barricades | Tili       |
| IV        | Comparata CANTO Raccontami             | Comparata CANTO Raccontami             | Comparata CANTO Raccontami             | N.D.       |
| V         | Comparata RECITAZIONE Titanic          | Comparata RECITAZIONE Titanic          | Comparata RECITAZIONE Titanic          | Tili       |
| VI        | Variazione Diane e Actèon              | Strada facendo                         | Angel                                  | N.D.       |
| VITTORIA  | TILI 42%                               | TILI 42%                               | TILI 42%                               | TILI 42%   |
| ELIMINATI | PIETRO 37%                             | PIETRO 37%                             | PIETRO 37%                             | PIETRO 37% |
| ELIMINATI | PIERO 21%                              |                                        |                                        |            |

### 6ª puntata
La sesta puntata è stata trasmessa il 17 marzo 2005 e ha visto la vittoria di Klajdi con il 68% dei voti e l'uscita di Tili.

Per questa puntata le singole sfide non sono sottoposte a televoto: il colore indica quindi la vittoria di uno dei tre concorrenti.
| PROVA    | TILI                                     | KLAJDI                                   | VANTAGGIO |
| -------- | ---------------------------------------- | ---------------------------------------- | --------- |
| I        | Comparata BALLO - Variazione Don Quixote | Comparata BALLO - Variazione Don Quixote | N.D.      |
| II       | Comparata RECITAZIONE Mary Poppins       | Comparata RECITAZIONE Mary Poppins       | Tili      |
| III      | Comparata BALLO Un senso                 | Comparata BALLO Un senso                 | N.D.      |
| IV       | Comparata CANTO Con il nastro rosa       | Comparata CANTO Con il nastro rosa       | N.D.      |
| V        | Comparata BALLO I miss you               | Comparata BALLO I miss you               | N.D.      |
| VI       | Comparata RECITAZIONE Evita              | Comparata RECITAZIONE Evita              | Parità    |
| VII      | Comparata BALLO With or without you      | Comparata BALLO With or without you      | N.D.      |
| VIII     | Comparata CANTO Cambiare                 | Comparata CANTO Cambiare                 | N.D.      |
| VITTORIA | KLAJDI 68%                               | TILI 32%                                 |           |

### 7ª puntata
La settima puntata è stata trasmessa il 23 marzo 2005 e ha visto la vittoria di Maddalena con il 59% dei voti e l'uscita di Marta.

Per questa puntata le singole sfide non sono sottoposte a televoto: il colore indica quindi la vittoria di uno dei tre concorrenti.
| PROVA    | MARTA                            | MADDALENA                        | VANTAGGIO |
| -------- | -------------------------------- | -------------------------------- | --------- |
| I        | Comparata BALLO ???              | Comparata BALLO ???              | N.D.      |
| II       | Comparata CANTO Sempre           | Comparata CANTO Sempre           | Maddalena |
| III      | Comparata BALLO Angelo           | Comparata BALLO Angelo           | N.D.      |
| IV       | Comparata CANTO You're so vain   | Comparata CANTO You're so vain   | Parità    |
| V        | Comparata BALLO Shut up          | Comparata BALLO Shut up          | N.D.      |
| VI       | Comparata CANTO Without you      | Comparata CANTO Without you      | Maddalena |
| VII      | Comparata BALLO E...             | Comparata BALLO E...             | N.D.      |
| VIII     | Comparata RECITAZIONE Body guard | Comparata RECITAZIONE Body guard | N.D.      |
| VITTORIA | MADDALENA 59%                    | MARTA 41%                        |           |

### 8ª puntata
L'ottava puntata è stata trasmessa il 31 marzo 2005 e ha visto la vittoria di Romina con il 59% dei voti e l'uscita di Debora.

Per questa puntata le singole sfide non sono sottoposte a televoto: il colore indica quindi la vittoria di uno dei tre concorrenti.. 
| PROVA    | ROMINA                                | DEBORA                                | VANTAGGIO |
| -------- | ------------------------------------- | ------------------------------------- | --------- |
| I        | Comparata BALLO Broken                | Comparata BALLO Broken                | N.D.      |
| II       | Comparata CANTO La solitudine         | Comparata CANTO La solitudine         | Debora    |
| III      | Comparata RECITAZIONE West side story | Comparata RECITAZIONE West side story | Parità    |
| IV       | Comparata BALLO La bilirubina         | Comparata BALLO La bilirubina         | N.D.      |
| V        | Comparata Monologo                    | Comparata Monologo                    | N.D.      |
| VI       | Relax                                 | Candida                               | Debora    |
| VII      | Comparata CANTO Montagne verdi        | Comparata CANTO Montagne verdi        | Parità    |
| VIII     | Comparata BALLO Non me lo so spiegare | Comparata BALLO Non me lo so spiegare | N.D.      |
| VITTORIA | ROMINA 59%                            | DEBORA 41%                            |           |

### 1ª semifinale
La prima Semifinale è stata trasmessa il 7 aprile 2005 e ha visto la vittoria di Francesco con il 41% dei voti e Romina con il 30% dei voti e l'uscita di Maddalena.

Per questa puntata le singole sfide non sono sottoposte a televoto: il colore indica quindi la vittoria di uno dei tre concorrenti.
| PROVA     | MADDALENA                               | ROMINA                                  | FRANCESCO                               | VANTAGGIO     |
| --------- | --------------------------------------- | --------------------------------------- | --------------------------------------- | ------------- |
| I         | Comparata BALLO Santa Maria             | Comparata BALLO Santa Maria             | Comparata BALLO Santa Maria             | Maddalena     |
| II        | Comparata CANTO Io che non vivo         | Comparata CANTO Io che non vivo         | Comparata CANTO Io che non vivo         | N.D.          |
| III       | Comparata RECITAZIONE Shall we dance    | Comparata RECITAZIONE Shall we dance    | Comparata RECITAZIONE Shall we dance    | Francesco     |
| IV        | Comparata BALLO Gold                    | Comparata BALLO Gold                    | Comparata BALLO Gold                    | Francesco     |
| V         | Sabato pomeriggio                       | ???                                     | It ain't easy                           | Francesco     |
| VI        | Stella gemella                          | Stella gemella                          | Stella gemella                          | N.D.          |
| VII       | Comparata BALLO Almeno tu nell'universo | Comparata BALLO Almeno tu nell'universo | Comparata BALLO Almeno tu nell'universo | N.D.          |
| VIII      | Comparata CANTO Vita spericolata        | Comparata CANTO Vita spericolata        | Comparata CANTO Vita spericolata        | N.D.          |
| VITTORIA  | FRANCESCO 41%                           | FRANCESCO 41%                           | FRANCESCO 41%                           | FRANCESCO 41% |
| VITTORIA  | ROMINA 30%                              |                                         |                                         |               |
| ELIMINATA | MADDALENA 29%                           | MADDALENA 29%                           | MADDALENA 29%                           | MADDALENA 29% |

### 2ª semifinale
La seconda Semifinale è stata trasmessa il 14 aprile 2005 e ha visto la vittoria di Klajdi con il 41% dei voti e Antonino con il 35% dei voti e l'uscita di Marco Gandolfi Vannini.

Per questa puntata le singole sfide non sono sottoposte a televoto: il colore indica quindi la vittoria di uno dei tre concorrenti.
| PROVA     | ANTONINO                                      | KLAJDI                                        | MARCO                                         | VANTAGGIO  |
| --------- | --------------------------------------------- | --------------------------------------------- | --------------------------------------------- | ---------- |
| I         | Yesterday                                     | Crazy day                                     | Il giardino dei ciliegi                       | N.D.       |
| II        | Comparata BALLO Adagio                        | Comparata BALLO Adagio                        | Comparata BALLO Adagio                        | Marco      |
| III       | Comparata CANTO Il mio canto libero           | Comparata CANTO Il mio canto libero           | Comparata CANTO Il mio canto libero           | N.D.       |
| IV        | Comparata Il gobbo di Notre Dame              | Comparata Il gobbo di Notre Dame              | Comparata Il gobbo di Notre Dame              | N.D.       |
| V         | Comparata BALLO True colors                   | Comparata BALLO True colors                   | Comparata BALLO True colors                   | N.D.       |
| VI        | Comparata CANTO Do you really want to hurt me | Comparata CANTO Do you really want to hurt me | Comparata CANTO Do you really want to hurt me | N.D.       |
| VII       | Comparata RECITAZIONE Jerry McGuire           | Comparata RECITAZIONE Jerry McGuire           | Comparata RECITAZIONE Jerry McGuire           | N.D.       |
| VIII      | Comparata CANTO Se mi vuoi                    | Comparata CANTO Se mi vuoi                    | Comparata CANTO Se mi vuoi                    | N.D.       |
| IX        | Comparata BALLO Show must go on               | Comparata BALLO Show must go on               | Comparata BALLO Show must go on               | N.D.       |
| VITTORIA  | KLAJDI 41%                                    | KLAJDI 41%                                    | KLAJDI 41%                                    | KLAJDI 41% |
| VITTORIA  | ANTONINO 35%                                  |                                               |                                               |            |
| ELIMINATO | MARCO 24%                                     | MARCO 24%                                     | MARCO 24%                                     | MARCO 24%  |

### Finale
La finale è stata trasmessa il 21 aprile 2005 ed ha visto vincitore di questa edizione Antonino Spadaccino.
Nel tabellone vengono indicate le singole sfide disputate nel corso della puntata finale. Laddove le singole sfide sono contrassegnate da un colore, si indica chi in quel momento è in vantaggio nel televoto. I colori rispecchiano le divise indossate dal singolo componente nella puntata finale.
Legenda:
      Vantaggio di Antonino

      Vantaggio di Klajdi 
       Vantaggio di Francesco 

      Vantaggio di Romina

#### Prima sfida
| PROVA    | KLAJDI                                | ROMINA                                | VANTAGGIO  |
| -------- | ------------------------------------- | ------------------------------------- | ---------- |
| I        | Comparata BALLO Dov'è l'amore         | Comparata BALLO Dov'è l'amore         | N.D.       |
| II       | Comparata BALLO Missing               | Comparata BALLO Missing               | Klajdi     |
| III      | Comparata CANTO Albachiara            | Comparata CANTO Albachiara            | N.D.       |
| IV       | Comparata BALLO Strano il mio destino | Comparata BALLO Strano il mio destino | N.D.       |
| V        | Comparata BALLO Sick and tired        | Comparata BALLO Sick and tired        | N.D.       |
| VI       | Comparata CANTO Overjoyed             | Comparata CANTO Overjoyed             | N.D.       |
| VII      | ???                                   | Straight to number one                | N.D.       |
| QUARTA   | ROMINA 47%                            | ROMINA 47%                            | ROMINA 47% |
| VITTORIA | KLAJDI 53%                            | KLAJDI 53%                            | KLAJDI 53% |

#### Seconda sfida
| VANTAGGIO | ANTONINO                                    | KLAJDI                                      | PROVA        |
| --------- | ------------------------------------------- | ------------------------------------------- | ------------ |
| I         | Comparata CANTO When a man loves a woman    | Comparata CANTO When a man loves a woman    | Klajdi       |
| II        | Comparata BALLO Quando vuelveras            | Comparata BALLO Quando vuelveras            | N.D.         |
| III       | Comparata CANTO Insieme a te non ci sto più | Comparata CANTO Insieme a te non ci sto più | Klajdi       |
| IV        | Comparata BALLO Crazy in love               | Comparata BALLO Crazy in love               | N.D.         |
| V         | Comparata CANTO You've got a friend         | Comparata CANTO You've got a friend         | N.D.         |
| VI        | Comparata BALLO Perhaps                     | Comparata BALLO Perhaps                     | N.D.         |
| VII       | It ain't easy                               | Crazy day                                   | N.D.         |
| TERZO     | KLAJDI 30%                                  | KLAJDI 30%                                  | KLAJDI 30%   |
| VITTORIA  | ANTONINO 70%                                | ANTONINO 70%                                | ANTONINO 70% |

#### Finalissima
| VANTAGGIO | ANTONINO                                     | FRANCESCO                                    | PROVA         |
| --------- | -------------------------------------------- | -------------------------------------------- | ------------- |
| I         | Comparata RECITAZIONE Grease                 | Comparata RECITAZIONE Grease                 | N.D.          |
| II        | Comparata BALLO Libertango                   | Comparata BALLO Libertango                   | N.D.          |
| III       | Comparata CANTO Quando                       | Comparata CANTO Quando                       | Francesco     |
| IV        | Yesterday                                    | Home                                         | N.D.          |
| V         | Comparata BALLO I don't want to miss a thing | Comparata BALLO I don't want to miss a thing | N.D.          |
| VI        | Comparata CANTO Avrai                        | Comparata CANTO Avrai                        | N.D.          |
| VII       | Comparata BALLO ???                          | Comparata BALLO ???                          | N.D.          |
| SECONDO   | FRANCESCO 47%                                | FRANCESCO 47%                                | FRANCESCO 47% |
| VINCITORE | ANTONINO 53%                                 | ANTONINO 53%                                 | ANTONINO 53%  |

## Tabellone della classifica di gradimento
Nel tabellone sono indicate le posizioni dei singoli concorrenti nella classifica di gradimento settimanale.
N/A: Dato non disponibile
     Salvabile dalla classifica
     Ultimo/a in classifica
     Eliminato/a
|     | 14/01        | 10/02     | 17/02     | 24/02     | 10/03     | 17/03     | 23/03     | 31/03     | 07/04     | 14/04     | 21/04     |
| --- | ------------ | --------- | --------- | --------- | --------- | --------- | --------- | --------- | --------- | --------- | --------- |
| 1°  | N/A          | Klajdi    | Klajdi    | Klajdi    | Klajdi    | Francesco | Klajdi    | Klajdi    | Klajdi    | Klajdi    | Klajdi    |
| 2°  | N/A          | Antonino  | Antonino  | Francesco | Francesco | Klajdi    | Francesco | Francesco | Francesco | Antonino  | Francesco |
| 3°  | N/A          | Pietro    | Francesco | Antonino  | Antonino  | Antonino  | Marco     | Marco     | Marco     | Marco     | Antonino  |
| 4°  | N/A          | Piero     | Piero     | Romina    | Marta     | Marco     | Antonino  | Antonino  | Antonino  | Francesco | Romina    |
| 5°  | N/A          | Tili      | Pietro    | Marco     | Debora    | Maddalena | Maddalena | Maddalena | Romina    | Romina    |           |
| 6°  | N/A          | Francesco | Marco     | Piero     | Romina    | Marta     | Romina    | Romina    | Maddalena |           |           |
| 7°  | N/A          | Marco     | Tili      | Maddalena | Maddalena | Romina    | Debora    |           |           |           |           |
| 8°  | N/A          | Debora    | Maddalena | Pietro    | Tili      | Debora    |           |           |           |           |           |
| 9°  | N/A          | Antonello | Antonello | Tili      | Marco     |           |           |           |           |           |           |
| 10° | N/A          | Valeria   | Debora    | Antonello |           |           |           |           |           |           |           |
| 11° | N/A          | Romina    | Marta     | Debora    |           |           |           |           |           |           |           |
| 12° | N/A          | Maddalena | Romina    | Marta     |           |           |           |           |           |           |           |
| 13° | N/A          | Marta     |           |           |           |           |           |           |           |           |           |
| 14° | N/A          |           |           |           |           |           |           |           |           |           |           |
| 15° | Alberto      |           |           |           |           |           |           |           |           |           |           |
| 16° | Rosanna      |           |           |           |           |           |           |           |           |           |           |
| 15° | Maria Grazia |           |           |           |           |           |           |           |           |           |           |
| 16° | Alessia      |           |           |           |           |           |           |           |           |           |           |
| 17° | Simona       |           |           |           |           |           |           |           |           |           |           |

## Commissione della Critica
Nell'ultima puntata è presente una commissione di giornalisti per assegnare tra i finalisti il premio della critica. La commissione è composta da:
| Alessandra Menzani  | Libero                 |
| Marcello Giannotti  | Agenzia Adnkronos      |
| Marco Mangiarotti   | QN                     |
| Marco Molendini     | Il Messaggero          |
| Maria Volpe         | Il Corriere della Sera |
| Luca Dondoni        | La Stampa              |
| Elisabetta Malvagna | Agenzia Ansa           |
| Isabella Angius     | Il Riformista          |
| Marida Caterini     | Il Tempo               |
| Paolo Scotti        | Il Giornale            |

## Ascolti
| Puntata      | Messa in onda    | Telespettatori | Share  |
| ------------ | ---------------- | -------------- | ------ |
| 1            | 3 febbraio 2005  | 5 499 000      | 24,67% |
| 2            | 10 febbraio 2005 | 5 646 000      | 26,25% |
| 3            | 17 febbraio 2005 | 5 598 000      | 25,66% |
| 4            | 24 febbraio 2005 | 5 681 000      | 24,89% |
| 5            | 10 marzo 2005    | 5 460 000      | 25,35% |
| 6            | 17 marzo 2005    | 5 618 000      | 24,61% |
| 7            | 23 marzo 2005    | 5 305 000      | 26,64% |
| 8            | 31 marzo 2005    | 6 075 000      | 26,71% |
| Semifinale 1 | 7 aprile 2005    | 4 900 000      | 23,01% |
| Semifinale 2 | 14 aprile 2005   | 5 858 000      | 27,47% |
| Finale       | 21 aprile 2005   | 7 092 000      | 35,31% |
| Media        | Media            | 5 702 000      | 26,41% |